# Julie Berthollet
Julie Berthollet est une violoniste française. Elle remporte dès son enfance un grand nombre de prix à différents concours de musique.
En duo avec sa sœur Camille Berthollet, violoncelliste, elle publie son premier album en 2016. Elles ont depuis sortie trois autres albums,.